# 1978-as úszó-világbajnokság
Az 1978-as úszó-világbajnokságnak augusztus 20. és augusztus 28. között Nyugat-Berlin adott otthon.
Az első két világbajnoksághoz képest nem változott a program. Ezen a világbajnokságon is 37 versenyszámban hirdettek győztest. A programban volt úszásban 15 férfi, 14 női versenyszám, műugrásban a férfi és női 3 m-es műugrás, illetve a 10 m-es toronyugrás, szinkronúszásban az egyéni, páros, és csapat versenyszámok. Emellett a férfi vízilabdában avattak világbajnokot.
A világbajnokság egyik érdekessége, hogy az úszószámokban a férfiaknál 4, a nőknél 9 világrekord dőlt meg.

## A rendező kiválasztása
A világbajnokság rendezésére Nyugat-Berlin mellett az Új-zélandi Christchurch és egy meg nem nevezett amerikai és kanadai város pályázott. A FINA 1975 májusában jelentette be a berlini pályázat sikerét.

## Magyar részvétel
Magyarország a világbajnokságon 22 sportolóval képviseltette magát, akik összesen 1 ezüst- és 2 bronzérmet szereztek.

### Érmesek
| Érem      | Versenyző                         | Versenyszám | Versenyszám          | Dátum         |
| --------- | --------------------------------- | ----------- | -------------------- | ------------- |
| Ezüstérem | Magyar férfi vízilabda-válogatott | vízilabda   | férfi vízilabda      | augusztus 27. |
| Bronzérem | Hargitay András                   | úszás       | 400 m-es vegyesúszás | augusztus 22. |
| Bronzérem | Verrasztó Zoltán                  | úszás       | 200 m-es hát úszás   | augusztus 23. |

## Éremtáblázat
Jelmagyarázat:
| NSZK (rendező ország) | Magyarország |

| Helyezés | Ország                    | Arany | Ezüst | Bronz | Összesen |
| 1        | Amerikai Egyesült Államok | 23    | 14    | 7     | 44       |
| 2        | Szovjetunió               | 6     | 4     | 6     | 16       |
| 3        | Kanada                    | 3     | 1     | 5     | 9        |
| 4        | Ausztrália                | 2     | 0     | 0     | 2        |
| 5        | NDK                       | 1     | 10    | 4     | 15       |
| 6        | NSZK                      | 1     | 2     | 4     | 7        |
| 7        | Olaszország               | 1     | 0     | 1     | 2        |
| 8        | Japán                     | 0     | 2     | 1     | 3        |
| 9        | Magyarország              | 0     | 1     | 2     | 3        |
| 10       | Jugoszlávia               | 0     | 1     | 1     | 2        |
| 11       | Norvégia                  | 0     | 1     | 0     | 1        |
| 11       | Új-Zéland                 | 0     | 1     | 0     | 1        |
| 13       | Egyesült Királyság        | 0     | 0     | 2     | 2        |
| 13       | Svédország                | 0     | 0     | 2     | 2        |
| 15       | Brazília                  | 0     | 0     | 1     | 1        |
| 15       | Dánia                     | 0     | 0     | 1     | 1        |
| Összesen | Összesen                  | 37    | 37    | 37    | 111      |

## Eredmények

### Úszás
- WR – világrekord (World Record)
- CR – világbajnoki rekord (világbajnokságokon elért eddigi legjobb eredmény) (Championship Record)

#### Férfi
| Versenyszám             | Arany                                                                              | Arany       | Ezüst                                                                                   | Ezüst    | Bronz                                                                          | Bronz    |
| ----------------------- | ---------------------------------------------------------------------------------- | ----------- | --------------------------------------------------------------------------------------- | -------- | ------------------------------------------------------------------------------ | -------- |
| 100 m-es gyorsúszás     | David McCagg · Egyesült Államok                                                    | 50,24 CR    | Jim Montgomery · Egyesült Államok                                                       | 50,73    | Klaus Steinbach · NSZK                                                         | 50,79    |
| 200 m-es gyorsúszás     | Billy Forrester · Egyesült Államok                                                 | 1:51,02 CR  | Rowdy Gaines · Egyesült Államok                                                         | 1:51,10  | Szergej Kopljakov · Szovjetunió                                                | 1:51,33  |
| 400 m-es gyorsúszás     | Vlagyimir Szalnyikov · Szovjetunió                                                 | 3:51,94 CR  | Jeff Float · Egyesült Államok                                                           | 3:53,42  | Billy Forrester · Egyesült Államok                                             | 3:53,97  |
| 1500 m-es gyorsúszás    | Vlagyimir Szalnyikov · Szovjetunió                                                 | 15:03,99 CR | Borut Petric · Jugoszlávia                                                              | 15:20,77 | Robert Hackett · Egyesült Államok                                              | 15:23,38 |
|                         |                                                                                    |             |                                                                                         |          |                                                                                |          |
| 100 m-es hátúszás       | Bob Jackson · Egyesült Államok                                                     | 56,36 CR    | Peter Rocca · Egyesült Államok                                                          | 56,69    | Romulo Arantes · Brazília                                                      | 58,01    |
| 200 m-es hátúszás       | Jesse Vassallo · Egyesült Államok                                                  | 2:02,16     | Gary Hurring · Új-Zéland                                                                | 2:03,71  | Verrasztó Zoltán · Magyarország                                                | 2:03,90  |
|                         |                                                                                    |             |                                                                                         |          |                                                                                |          |
| 100 m-es mellúszás      | Walter Kusch · NSZK                                                                | 1:03,56 CR  | Graham Smith · Kanada                                                                   | 1:03,60  | Gerald Mörken · NSZK                                                           | 1:03,62  |
| 200 m-es mellúszás      | Nick Nevid · Egyesült Államok                                                      | 2:18,37     | Arsens Miskarovs · Szovjetunió                                                          | 2:18,42  | Walter Kusch · NSZK                                                            | 2:20,16  |
|                         |                                                                                    |             |                                                                                         |          |                                                                                |          |
| 100 m-es pillangóúszás  | Joe Bottom · Egyesült Államok                                                      | 54,30       | Greg Jagenburg · Egyesült Államok                                                       | 55,26    | Pär Arvidsson · Svédország                                                     | 55,38    |
| 200 m-es pillangóúszás  | Mike Bruner · Egyesült Államok                                                     | 1:59,38 CR  | Steve Gregg · Egyesült Államok                                                          | 1:59,80  | Roger Pyttel · NDK                                                             | 2:01,22  |
|                         |                                                                                    |             |                                                                                         |          |                                                                                |          |
| 200 m-es vegyesúszás    | Graham Smith · Kanada                                                              | 2:03,65 WR  | Jesse Vassallo · Egyesült Államok                                                       | 2:04,99  | Olekszandr Szidorenko · Szovjetunió                                            | 2:05,29  |
| 400 m-es vegyesúszás    | Jesse Vassallo · Egyesült Államok                                                  | 4:20,05 WR  | Szerhij Feszenko · Szovjetunió                                                          | 4:22,29  | Hargitay András · Magyarország                                                 | 4:27,04  |
|                         |                                                                                    |             |                                                                                         |          |                                                                                |          |
| 4x100 m-es gyorsváltó   | Egyesült Államok · Jack Babashoff · Rowdy Gaines · Jim Montgomery · David McCagg   | 3:19,74 WR  | NSZK · Andreas Schmidt · Ulrich Temps · Peter Knust · Klaus Steinbach                   | 3:26,65  | Svédország · Per Holmertz · Dan Larsson · Per-Ola Quist · Per-Alvar Magnusson  | 3:26,95  |
| 4x200 m-es gyorsváltó   | Egyesült Államok · Bruce Furniss · Billy Forrester · Robert Hackett · Rowdy Gaines | 7:20,82 WR  | Szovjetunió · Szergej Ruszin · Andrej Krilov · Vlagyimir Szalnyikov · Szergej Kopljakov | 7:28,41  | NSZK · Andreas Schmidt · Peter Knust · Karsken Lippmann · Frank Wennmann       | 7:33,29  |
| 4x100 m-es vegyes váltó | Egyesült Államok · Bob Jackson · Nick Nevid · Joe Bottom · David McCagg            | 3:44,63 CR  | NSZK · Klaus Steinbach · Walter Kusch · Michael Kraus · Andreas Schmidt                 | 3:48,58  | Egyesült Királyság · Gary Abraham · Duncan Goodhew · John Mills · Martin Smith | 3:49,06  |

#### Női
| Versenyszám             | Arany                                                                                  | Arany      | Ezüst                                                                  | Ezüst   | Bronz                                                                            | Bronz   |
| ----------------------- | -------------------------------------------------------------------------------------- | ---------- | ---------------------------------------------------------------------- | ------- | -------------------------------------------------------------------------------- | ------- |
| 100 m-es gyorsúszás     | Barbara Krause · NDK                                                                   | 55,68 CR   | Lene Jenssen · Norvégia                                                | 56,82   | Larisa Tsaryova · Szovjetunió                                                    | 56,85   |
| 200 m-es gyorsúszás     | Cynthia Woodhead · Egyesült Államok                                                    | 1:58,53 WR | Barbara Krause · NDK                                                   | 1:59,78 | Larisa Tsaryova · Szovjetunió                                                    | 2:01,76 |
| 400 m-es gyorsúszás     | Tracey Wickham · Ausztrália                                                            | 4:06,28 WR | Cynthia Woodhead · Egyesült Államok                                    | 4:07,15 | Kim Linehan · Egyesült Államok                                                   | 4:07,73 |
| 800 m-es gyorsúszás     | Tracey Wickham · Ausztrália                                                            | 8:24,94 CR | Cynthia Woodhead · Egyesült Államok                                    | 8:29,35 | Kim Linehan · Egyesült Államok                                                   | 8:32,60 |
|                         |                                                                                        |            |                                                                        |         |                                                                                  |         |
| 100 m-es hátúszás       | Linda Jezek · Egyesült Államok                                                         | 1:02,55 CR | Birgit Treiber · NDK                                                   | 1:03,18 | Cheryl Gibson · Kanada                                                           | 1:03,43 |
| 200 m-es hátúszás       | Linda Jezek · Egyesült Államok                                                         | 2:11,93 WR | Birgit Treiber · NDK                                                   | 2:14,07 | Cheryl Gibson · Kanada                                                           | 2:14,23 |
|                         |                                                                                        |            |                                                                        |         |                                                                                  |         |
| 100 m-es mellúszás      | Julia Bogdanova · Szovjetunió                                                          | 1:10,31 WR | Tracy Caulkins · Egyesült Államok                                      | 1:10,77 | Margaret Kelly · Egyesült Királyság                                              | 1:11,99 |
| 200 m-es mellúszás      | Lina Kačiušytė · Szovjetunió                                                           | 2:31,42 WR | Julia Bogdanova · Szovjetunió                                          | 2:32,69 | Susanne Nielsson · Dánia                                                         | 2:33,60 |
|                         |                                                                                        |            |                                                                        |         |                                                                                  |         |
| 100 m-es pillangóúszás  | Joan Pennington · Egyesült Államok                                                     | 1:00,20 CR | Andrea Pollack · NDK                                                   | 1:00,26 | Wendy Quirk · Kanada                                                             | 1:01,82 |
| 200 m-es pillangóúszás  | Tracy Caulkins · Egyesült Államok                                                      | 2:09,87 WR | Nancy Hogshead · Egyesült Államok                                      | 2:11,30 | Andrea Pollack · NDK                                                             | 2:12,63 |
|                         |                                                                                        |            |                                                                        |         |                                                                                  |         |
| 200 m-es vegyesúszás    | Tracy Caulkins · Egyesült Államok                                                      | 2:14,07 WR | Joan Pennington · Egyesült Államok                                     | 2:14,98 | Ulrike Tauber · NDK                                                              | 2:15,99 |
| 400 m-es vegyesúszás    | Tracy Caulkins · Egyesült Államok                                                      | 4:40,83 WR | Ulrike Tauber · NDK                                                    | 4:47,52 | Petra Schneider · NDK                                                            | 4:48,56 |
|                         |                                                                                        |            |                                                                        |         |                                                                                  |         |
| 4x100 m-es gyorsváltó   | Egyesült Államok · Tracy Caulkins · Stephanie Elkins · Jill Sterkel · Cynthia Woodhead | 3:43,43 WR | NDK · Heike Witt · Caren Metschuck · Barbara Krause · Petra Priemer    | 3:47,37 | Kanada · Gail Amundrud · Nancy Garapick · Sue Sloan · Wendy Quirk                | 3:49,59 |
| 4x100 m-es vegyes váltó | Egyesült Államok · Linda Jezek · Tracy Caulkins · Joan Pennington · Cynthia Woodhead   | 4:08,21 CR | NDK · Birgit Treiber · Ramona Reinke · Andrea Pollack · Barbara Krause | 4:09,13 | Szovjetunió · Elena Kruglova · Julia Bogdanova · Irina Aksenova · Larisa Tsereva | 4:14,91 |

### Műugrás

#### Férfi
| Versenyszám         | Arany                            | Arany  | Ezüst               | Ezüst  | Bronz                           | Bronz  |
| ------------------- | -------------------------------- | ------ | ------------------- | ------ | ------------------------------- | ------ |
| 3 m-es műugrás      | Phil Boggs · Egyesült Államok    | 913,95 | Falk Hoffmann · NDK | 873,33 | Giorgio Cagnotto · Olaszország  | 845,51 |
| 10 m-es toronyugrás | Greg Louganis · Egyesült Államok | 844,11 | Falk Hoffmann · NDK | 836,76 | Vladimir Alejnyik · Szovjetunió | 813,62 |

#### Női
| Versenyszám         | Arany                        | Arany  | Ezüst                             | Ezüst  | Bronz                                | Bronz  |
| ------------------- | ---------------------------- | ------ | --------------------------------- | ------ | ------------------------------------ | ------ |
| 3 m-es műugrás      | Irina Kalinina · Szovjetunió | 691,43 | Cynthia Potter · Egyesült Államok | 643,22 | Jennifer Chandler · Egyesült Államok | 637,41 |
| 10 m-es toronyugrás | Irina Kalinina · Szovjetunió | 412,71 | Martina Jäschke · NDK             | 384,09 | Melissa Briley · Egyesült Államok    | 364,74 |

### Szinkronúszás
| Versenyszám | Arany                                        | Arany   | Ezüst                                           | Ezüst   | Bronz                                         | Bronz   |
| ----------- | -------------------------------------------- | ------- | ----------------------------------------------- | ------- | --------------------------------------------- | ------- |
| Egyéni      | Helen Vanderburg · Kanada                    | 187,849 | Pam Tryon · Egyesült Államok                    | 181,499 | Unezaki Jaszuko · Japán                       | 179,650 |
| Páros       | Kanada · Michelle Calkins · Helen Vanderburg | 183,300 | Japán · Fudzsivara Maszako · Fudzsivara Jaszuko | 181,842 | Egyesült Államok · Michele Barone · Pam Tryon | 180,758 |
| Csapat      | Egyesült Államok                             | 182,300 | Japán                                           | 181,533 | Kanada                                        | 177,919 |

### Vízilabda
| Versenyszám | Arany | Ezüst | Bronz |
| ----------- | --- | --- | --- |
| Vízilabda   | Olaszország | Magyarország | Jugoszlávia |
| Vízilabda   | - Alberto Alberani - Silvio Barracchini - Romeo Collina - Gianni De Magistris - Massimo Fondelli - Marco Galli - Alessandro Ghibellini - Sente Marsili - Paolo Ragosa - Mario Scotti-Galetta - Roldano Simeoni | - Csapó Gábor - Faragó Tamás - Fekete Szilveszter - Gerendás György - Horkai György - Kenéz György - Magas István - Molnár Endre - Somossy József Sudár Attila - ifj. Szívós István | - Siniša Belamarić - Mirsad Galijaš - Zoran Gopčević - Boško Lozica - Predrag Manojlović - Zoran Roje - Zoran Mustur - Damir Polić - Slobodan Trifunović - Luka Vezilić - Predrag Vraneš |